# Paragaleopsomyia gallicola
Paragaleopsomyia gallicola är en stekelart som beskrevs av Charles Joseph Gahan 1919. Paragaleopsomyia gallicola ingår i släktet Paragaleopsomyia och familjen finglanssteklar. Inga underarter finns listade i Catalogue of Life.